# Botryllus anceps
Botryllus anceps är en sjöpungsart som först beskrevs av William Abbott Herdman 1891.  Botryllus anceps ingår i släktet Botryllus och familjen Styelidae. Inga underarter finns listade.